# Mario Brini
Mario Brini (ur. 11 maja 1908 w Piombino, zm. 9 grudnia 1995) – włoski duchowny rzymskokatolicki, arcybiskup, dyplomata papieski, sekretarz Kongregacji ds. Kościołów Wschodnich.

## Biografia
29 czerwca 1938 otrzymał święcenia prezbiteratu.
12 września 1959 papież Jan XXIII mianował go delegatem apostolskim w Indochinach. 14 października 1961 został arcybiskupem tytularnym algiskim. 28 stycznia 1962 przyjął sakrę biskupią z rąk sekretarz stanu kard. Amleto Giovanniego Cicognaniego. Współkonsekratorami byli sekretarz Kongregacji Rozkrzewiania Wiary abp Pietro Sigismondi oraz biskup Massa Marittima Faustino Baldini.
13 czerwca 1962 przeniesiony został na urząd internuncjusza apostolskiego w Zjednoczonej Republice Arabskiej. Jako ojciec soborowy wziął udział w soborze watykańskim II (z wyjątkiem I sesji).
2 października 1965 papież Paweł VI mianował go sekretarzem Kongregacji ds. Kościołów Wschodnich. Do 15 sierpnia 1967 de facto zarządzał kongregacją, gdyż jej prefektem był sam papież. 14 września 1982 przeszedł na emeryturę.